# Alexis Vega
Ernesto Alexis Vega Rojas (* 25. November 1997 in Mexiko-Stadt) ist ein mexikanischer Fußballspieler, der seit Januar 2024 beim Erstligisten Deportivo Toluca unter Vertrag steht. Der Stürmer wurde erstmals im März 2019 in die mexikanische Nationalmannschaft berufen.

## Vereinskarriere

### Deportivo Toluca
Vega begann mit dem Fußballspielen im Jahr 2009 in der Jugend der UNAM Pumas. 2011 wechselte er in die Nachwuchsabteilung von Deportivo Toluca, wo er in diversen Juniorenauswahlen spielte. Nachdem er in der U20-Mannschaft starke Leistungen zeigte, beförderte der Trainer José Saturnino Cardozo ihn während der Saison 2015/16 in die erste Mannschaft. Am 27. Februar 2016 gab der 18-jährige bei der 0:1-Heimniederlage gegen den CF Pachuca sein Debüt in der höchsten mexikanischen Spielklasse, als er in der zweiten Halbzeit für den Peruaner Christian Cueva eingewechselt wurde. Am 6. April traf er beim 2:1-Heimsieg gegen LDU Quito in der Copa Libertadores 2016 erstmals für die Diablos Rojos. Zehn Tage später erzielte er beim 4:2-Heimsieg gegen den CD Veracruz seine ersten beiden Ligatore und lieferte auch eine Vorlage. In seiner ersten Saison 2015/16 kam er in zehn Ligaspielen zum Einsatz. In der folgenden Apertura 2016 etablierte er sich in der Startformation und erzielte in 12 Spielen ein Tor und bereitete zwei weitere Treffer vor. Am 15. November 2016 zog er sich eine schwere Verletzung am vorderen Kreuzband zu und fiel für sechs Monate aus. Auch die Vorbereitung zur Saison 2017/18 verpasste er dann aufgrund einer Knieverletzung und kehrte somit erst im Oktober 2017 auf den Platz zurück. Er kam in dieser Spielzeit in 17 Ligaspielen zum Einsatz, in denen er dreimal traf. In der Apertura 2018 war er unumstrittener Stammspieler und netzte in 19 Ligaspielen sechsmal.

### Deportivo Guadalajara
Am 8. Dezember 2018 wurde der Wechsel Vegas zu Deportivo Guadalajara für eine Ablösesumme in Höhe von neun Millionen Euro bekanntgegeben. Damit wurde er zum teuersten Einkauf der Chivas. Seinen ersten Einsatz bestritt er am 6. Januar 2019 beim 2:0-Heimsieg gegen den Club Tijuana. Am 17. Februar 2019 (7. Spieltag der Clausura) erzielte er beim 3:0-Heimsieg gegen den Lokalrivalen Atlas Guadalajara alle drei Treffer seiner Mannschaft. In 16 Einsätzen in der Clausura 2019 erzielte der Stürmer vier Tore. In der aufgrund der COVID-19-Pandemie verkürzten Saison 2019/20 traf er in 24 Ligaeinsätzen fünf Mal.

## Nationalmannschaft
Am 26. März 2019 debütierte Alexis Vega beim 4:2-Sieg in einem Freundschaftsspiel gegen Paraguay für die mexikanische A-Nationalmannschaft, als er in der 78. Spielminute für Chicharito eingewechselt wurde. Vega nahm mit Mexiko auch am CONCACAF Gold Cup 2019 teil, bei welchem er in zwei Gruppenspielen zu Kurzeinsätzen kam. Beim 7:0-Sieg im ersten Gruppenspiel gegen Kuba erzielte er bereits zwei Minuten nach seiner Einwechslung in der 72. Spielminute sein erstes Länderspieltor. Das mit 1:0 gewonnene Endspiel gegen die USA verfolgte Vega von der Bank aus. 2025 gewann er erneut den Gold Cup.

## Erfolge
Mexiko
- CONCACAF Gold Cup: 2019, 2025